# 1863年大西洋飓风季
1863年大西洋飓风季共有五个热带气旋曾经登陆，但考虑到19世纪时包括气象卫星、遥感技术在内的现代观测手段尚未面世，基本上只有那些在海上遇到船只或是吹袭人类聚居地的风暴才有文献记载，所以实际形成的热带气旋可能更多。气象学家克里斯托弗·朗诗（Christopher W. Landsea）估计，1851至1885年间实际形成的风暴数量可能比大西洋飓风数据库的记载要多零到六场。全季共形成九个热带气旋并且全部达到热带风暴标准，其中五个成为飓风，但没有大型飓风，即没有任何风暴达到现代萨菲尔-辛普森飓风等级的三级飓风标准。全年所有气旋中有七个是在气象学家何塞·费尔南德斯-帕塔加斯（Jose Fernandez-Partagas）和亨利·迪亚兹（Henry Diaz）1995年出版的文献中首度记载，另外第九号热带风暴是2003年首度记载。美国国家海洋和大气管理局的大西洋飓风再分析计划认同上述绝大多数发现，并根据这些发现更新大西洋飓风数据库，但部分数据略有调整。
另据迈克尔·切诺维斯和卡里·莫克2013年发表的文献记载，1863年5月24日有风暴在墨西哥湾成型，之后增强成飓风，并因导致阿曼达号巡逻舰搁浅而得名“飓风阿曼达”，但大西洋飓风数据库没有收录。这场飓风导致多艘船只倾覆，佛罗里达西北狭长地带沿海地区受到破坏。气旋于5月28日从佛罗里达州阿巴拉契科拉附近登陆，至今仍是大西洋飓风数据库中自1851年起唯一在五月登陆美国的飓风。气旋在海上和陆地上一共夺走至少110条人命。8月，第三号飓风致使美国“班布里奇号”双桅横帆船在北卡罗莱纳州哈特拉斯近海沉没，导致80人溺毙。第七号热带风暴令“号”在塔毛利帕斯州坦皮科附近沉没，造成十人死亡。

## 风暴

### 第一号飓风
8月8日，“弗朗西斯·卡汀号”（Francis B. Cutting）船只在纽芬兰开普雷斯（Cape Race）东南偏南约1010公里海域遇到二级飓风，持续风速估计为每小时165公里。风暴朝东北移动，数小时后强度就回落到一级飓风标准，最终在8月9日后失去踪影。

### 第二号飓风
8月18日，“美国国会号”（American Congress）船只在塞布尔岛东南偏南约510公里洋面遇到热带气旋。“美国国会号”及其他多艘船只的观测纪录表明，气旋于8月18至19日朝东北偏东的加拿大大西洋省份近海移动，强度达到二级飓风标准。“··米兰号”在风暴中沉没，船员转移到“底比斯号”（Thebes）上，另外还有“赫尔佐金号”（Herzogin）的部分桅杆和船帆失落。

### 第三号飓风
8月19日，“艾迪·巴恩斯号”（Addie Barnes）在巴哈马东南部和百慕大之间中途位置附近的西大西洋发现飓风。气旋朝西北行进，在北卡罗来纳州外滩群岛降下暴雨并造成破坏，但没有登陆。风暴转向东北并从新斯科舍达特茅斯（Dartmouth）附近登陆，然后转变成温带气旋。
多艘船只受到这场飓风袭击。8月21日，美国“班布里奇号”（Bainbridge）双桅横帆船在北卡罗莱纳州哈特拉斯（Hatteras）近海沉没，船上80人葬身大海，仅一人于8月22日夜间获“南波士顿号”（South Boston）所救。8月22日，“美国国会号”在乔治沙洲（Georges Bank）近海遇到飓风。8月23日，“米诺号”（Minor）在新斯科舍东北角的圣保罗岛（St Paul Island）南侧近海沉没。包括“阿什伯顿号”（Ashburton）在内的两艘船只测得975毫巴（百帕，28.8英寸汞柱）气压，这也是文献记载中风暴的最低气压。

### 第四号飓风
8月27日夜间，从基韦斯特出发前往纽约的“海豚号”（Dolphin）汽船遇到热带气旋，并且18小时后又再度遇到这场风暴，所测风速达到每小时165公里，表明气旋达到二级飓风标准。8月28日，“卡米拉号”（Camilla）双桅横帆船在距新泽西州桑迪胡克约320公里海域遭受气旋袭击，被迫返回港口修补。风暴最终在8月28日晚失去踪影。

### 第五号飓风
9月9日，“弗兰克·号”在小安的列斯群岛附近遇到热带风暴。当晚，“玛丽·安号”（Mary Ann）的桅杆被气旋打断。估计风暴于协调世界时9月9日中午12点左右增强成一级飓风，风速达到每小时130公里。气旋接下来几天朝西北偏北或北面移动，于9月11日晚逼近百慕大。在此期间，该岛东南方向多艘船只受损并在岛上停靠。到了9月13日清晨，飓风的前进方向已朝东北偏移。9月14日，“马驰号”（Machae）三桅帆船的桅杆被刮断。次日清晨，气旋减弱成热带风暴。9月16日，“格拉德·泰丁号”（Glad Tiding）在纽芬兰岛和爱尔兰岛间的中途附近海域发现风暴，之后气旋便失去踪影。

### 第六号热带风暴
9月16日，佛罗里达州南部附近形成热带风暴。当晚，“伊丽莎号”（Eliza）单桅纵帆船行进至大巴哈马岛以北约80公里的马塔尼利亚礁（Matanilla Reef）时受到气旋重创。风暴朝东北偏北移动，于9月17日开始逼近南、北卡罗莱纳州，并在当天达到风力时速110公里的最高强度。9月18日下午13点，系统登陆北卡罗莱纳州加特利县绿宝石岛（Emerald Isle）。气旋此后快速朝东北偏北前进，最终于9月19日清晨在马萨诸塞州、纽约州和康涅狄格州边界附近失去热带天气系统特征。
南卡罗莱纳州查尔斯顿地区受到狂风大浪冲击，多幢民宅被毁，部分居民被迫在风暴期间逃难。大浪越过堤坝，将海岸沿线的军营淹没。9月18日，波托马克河下游有两艘双桅纵帆船倾覆。当地部分庄稼被毁，一座铁路桥被冲走。这天切萨皮克湾湾角（Cove Point）近海还有艘船的桅杆被风暴打断。宾夕法尼亚州降下暴雨，导致特拉华河与利哈里运河（Lehigh Canal）沿线发生洪灾，并以北安普顿县县城伊斯顿（Easton）灾情严重。今卡本县县城吉姆索普（Jim Thorpe）有三座桥梁被水冲走，另有一座水坝被毁。纽约市港口所测风力达到烈风强度。

### 第七号热带风暴
9月18日，一艘名为“烟鬼号”（Smoker）的船因遇上强劲北风而在墨西哥坦皮科浅滩失事。9月19日，又有“约翰·豪威尔号”（John Howell）和“号”两艘船倾覆，其中“号”上包括船长在内的十人溺毙。不过上述船只失事的具体位置不明，所以无法确定风暴的完整移动路径，只能推定气旋是9月18日开始在墨西哥湾西部出现。9月19日清晨，风暴在坦皮科北面的塔毛利帕斯州乡间登陆。通过约翰·卡普兰（John Kaplan）和马克·德玛丽亚（Mark DeMaria）1995年开发的热带气旋内陆衰变模型推算，气旋应该是在登陆数小时后消散。

### 第八号热带风暴
9月26日，三艘船只在西大西洋遇到热带风暴，其中第一艘是“霍拉斯·贝尔号”（Horace E. Bell）在百慕大西南偏西约510公里洋面遇到气旋。船只的观测纪录表明风暴达到的最高风速为每小时95公里。气旋快速朝西北偏北移动，最终于9月27日在中大西洋地区近海经过后失去踪影。

### 第九号热带风暴
9月29日凌晨0点，德克萨斯州东南近海形成热带风暴，但气旋还具备非热带天气系统特征。风暴朝东北移动，约12小时后就以持续风速每小时110公里强度从德克萨斯州加尔维斯敦附近登陆。休斯顿在此期间测得999毫巴（百帕，29.5英寸汞柱）气压，这也是正式记载中气旋的最低气压。中午12点，风暴在路易斯安那州西南部上空转变成温带气旋。风暴残留向东北偏北移动，最终于10月1日在密西西比州南部上空逐渐消散。
德克萨斯州萨宾帕斯（Sabine Pass）出现狂风，树木受到破坏，联邦军的“曼哈塞特号”（Manhasett）双桅纵帆船搁浅，随后被南军俘获。路易斯安那州阿查法拉亚盆地（Atchafalaya Basin）的暴雨持续两天半之久，南军被迫留在港口。气旋在新奥尔良降下暴雨，为该市旱灾划上句点。

### 其他风暴

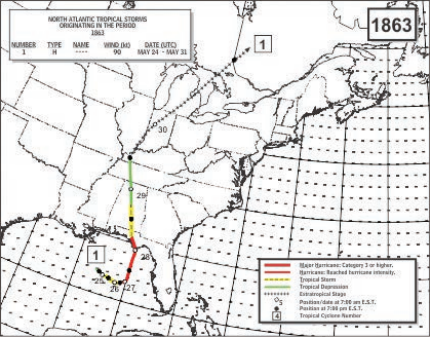
飓风阿曼达可能的移动路线

据迈克尔·切诺维斯（Michael Chenoweth）和卡里·莫克（Cary Mock）2013年发表的文献记载，除上述九个热带气旋外，本季还有一个热带天气系统于5月24日在墨西哥湾成型，估计是5月27日强化成飓风，并因导致阿曼达号巡逻舰搁浅而获名“飓风阿曼达”。风暴向北移动，于5月28日从佛罗里达州阿巴拉契科拉西部登陆，阿曼达号巡逻舰当天清晨测得975毫巴（百帕，28.8英寸汞柱）气压，这也是文献记载中飓风的最低气压。气旋在深入内陆期间逐渐减弱，然后加速朝冷锋逼近，于5月29日晚在肯塔基州上空转变成温带气旋，最终于5月31日被魁北克上空的温带低气压区吸收。这场风暴至今仍是大西洋飓风数据库中1851年起唯一在五月登陆美国的飓风。
阿曼达对墨西哥湾东北部和佛罗里达州西北狭长地区构成重创。除阿曼达号巡逻舰外，还有多艘船只遇到气旋后倾覆，海上至少有38人丧生。佛罗里达州圣马克狂风肆虐，部分围栏和民宅被毁，还有约四万蒲式耳盐毁于一旦。风暴潮将庄稼和铁轨淹没，除40人溺亡外，还有48头骡或牛淹死。此外，迪克森湾（Dickerson Bay）和鹅溪（Goose Creek）共有32人溺毙。部分沿海堡垒受损，南军使用的一些帐篷和军械失落。塔拉赫西降下暴雨并伴有大风，致使民宅及其他财物受损。整场飓风共夺走110条人命。
9月11日，“北美号”（North American）发现“西南方向来袭的飓风”，表明风暴中心位于纽芬兰岛东侧近海。但没有任何证据表明这场风暴属于热带天气系统。